# Badacsony

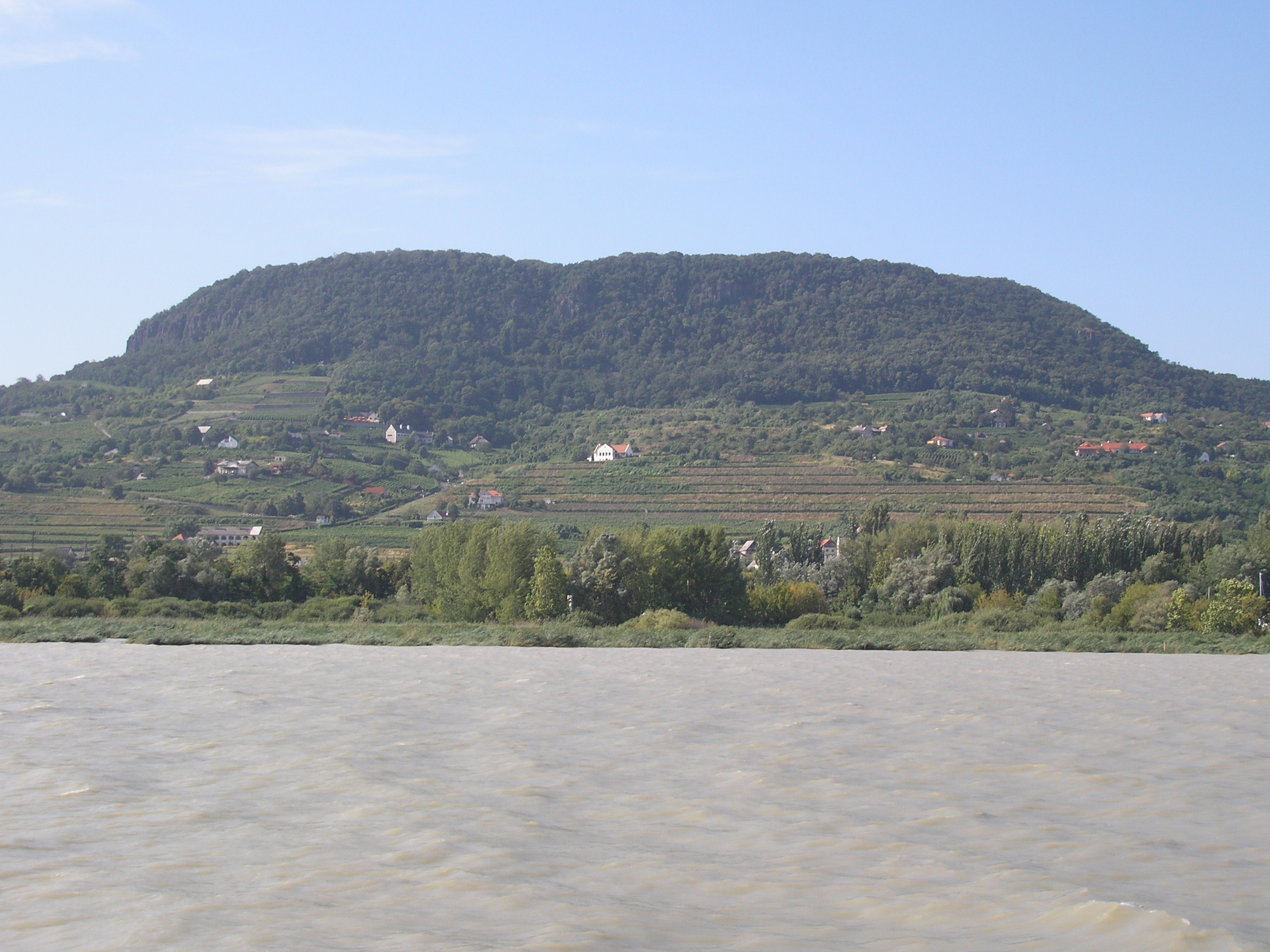
Dealul Badacsony, văzut din Balaton

Badacsony este un deal din Ungaria și are o înălțime de 426 m. În apropierea sa se află Lacul Balaton. 